# Illeschlade
Illeschlade liegt im südlichen Sauerland und ist ein Ortsteil der Gemeinde Finnentrop im Kreis Olpe mit rund 180 Einwohnern.

## Ortslage
Der Ort liegt zwischen Heggen und Finnentrop in einem Seitental der Bigge. Beginnend bei 240 m ü. NHN an der Landstraße 539 gegenüber Altfinnentrop verläuft die Ortschaft entlang dem „Heggener Siepen“ bis auf eine Höhe von 320 m ü. NHN.

## Geschichte
Das Dorf Illeschlade zählt zu den jüngsten Orten der Gemeinde Finnentrop. Nachdem die Wälder und Felder um die heutige Ortschaft zunächst von Heggener Bauern teilweise landwirtschaftlich genutzt und bewirtschaftet wurden, entstand um 1830 das erste Haus, das mehrere Jahrzehnte das einzige gewesen sein muss. Das im Volksmund kursierende Gerücht von einem kleinen Eisenbergwerk in der Illeschlade konnte urkundlich nicht bestätigt werden. Erst im Zuge des Baus der Ruhr-Sieg-Strecke von 1858 bis 1861 und dem damit verbundenen wirtschaftlichen Aufschwung der Region wuchs die Bevölkerung und damit der Ort, so dass 1910 bereits 14 Wohnhäuser verzeichnet sind.
Für die Wasserversorgung wurde 1913 ein Vorratsbecken angelegt. Die Brunnenanlage des Wasserbeschaffungsverbands, an dem rund 75 Haushalte in Illeschlade und Altfinnentrop angeschlossen sind, wurde 2013/14 modernisiert. In diesem Zuge wurde auch ein neues Vorratsbecken angelegt.
Die Namensherkunft des Ortes wird einerseits mit „Halle“, „Halde“, „Einschnitt“ und „Grenzwall“ in Verbindung gebracht, andererseits mit „Iltishügel“.